# نسخ جيني
النسخ الجيني أو التطبع الجيني (الاسم العلمي: Genomic imprinting) هو ظاهرة جينية تتمثل بالشكل الظاهري الناتج عن الجينات المورثة من الآباء الأصليين. عندما يستنسخ الأليل المورث من الأب، فأن الأليل المورث من الأم فقط يعطي التعبير الظاهري. عندما يستنسخ الأليل المورث من الأم، فأن الأليل المورث من الأب فقط يعطي التعبير الظاهري. أشكال النسخ الجيني يظهر بشكل واضح في الفطريات، النباتات، والحيوانات. النسخ الجيني لحد ما ظاهرة نادرة في الحيوانات ومعظم الجينات لا تنتسخ.